# Milda Laubertová
Milda Laubertová (lotyšsky  Milda Lauberte, 7. října 1918, Vildoga - 19. října 2009, Riga) byla lotyšská a později také sovětská šachistka, civilním povoláním lékařka.
Jejím manželem byl šachista Lūcijs Endzelīns, syn jazkovědce Jānise Endzelīnse.

## Soutěže jednotlivkyň

### Mistrovství Lotyšska
Dvakrát zvítězila na šachovém mistrovství Lotyšska žen (1937 a 1943). V letech 1938 a 1945 se účastnila Mistrovství Lotyšska v šachu společně s muži. Je také jedenáctinásobnou vítězkou mistrovství Lotyšské SSR (1948 až 1957 a 1960).

### Mistrovství světa
Dvakrát se zúčastnila turnaje o titul mistryně světa v šachu (1937 ve Stockholmu, kde skončila společně se Sonjou Grafovou na třetím a čtvrtém místě, a 1939 v Buenos Aires, kde se umístila na šestém místě).
| Rok  | Turnaj                           | Místo        | Body | Partie | Výhry | Remízy | Prohry | Pořadí | Počet účastnic |
| ---- | -------------------------------- | ------------ | ---- | ------ | ----- | ------ | ------ | ------ | -------------- |
| 1937 | 6. mistrovství světa v šachu žen | Stockholm    | 9    | 14     | ?     | ?      | ?      | 3.-4.  | 26             |
| 1939 | 7. mistrovství světa v šachu žen | Buenos Aires | 12   | 19     | 8     | 8      | 3      | 6.     | 20             |

## Soutěže družstev
S družstvem Lotyšské SSR se účastnila Mistrovství Sovětského svazu družstev v šachu v letech 1948, 1953, 1955, 1958, 1959, 1960, 1962, 1963. Nejvýše dosáhla s týmem Lotyšské SSR na 4. místo v letech 1953, 1955, 1960 a 1962. Největšího úspěchu v této soutěži dosáhla v roce 1955, kdy obsadila individuální dělené první místo na první ženské šachovnici
Dvakrát reprezentovala tým Daugavy na Sovětském šachovém poháru klubů na první ženské šachovnici v roce 1954 a na druhé ženské šachovnici v roce 1961 z celkovou bilancí 5,5 bodu z 15 partií při 3 výhrách.